# Eugnathogobius
Eugnathogobius és un gènere de peixos de la família dels gòbids i de l'ordre dels perciformes.

## Taxonomia
- Eugnathogobius indicus (Larson, 2009)[2]
- Eugnathogobius kabilia (Herre, 1940)[3]
- Eugnathogobius microps (Smith, 1931)[4]
- Eugnathogobius oligactis (Bleeker, 1875)
- Eugnathogobius paludosus (Herre, 1940)[3]
- Eugnathogobius polylepis (Wu & Ni, 1985)[5]
- Eugnathogobius siamensis (Fowler, 1934)
- Eugnathogobius stictos (Larson, 2009)[2][6][7][8][9][10]